# Jesper D. Jensen
Jesper David Jensen (født 5. juli 1967) er en tidligere dansk bokser, der vandt europamesterskabet i fluevægt.